# پریش یونیون (لوئیزیانا)
یونیون پریش (به انگلیسی: Union Parish) یک قصبه در ایالات متحده آمریکا است که در لوئیزیانا واقع شده‌است.

## خصوصیات
یونیون پریش ۲٬۳۴۳٫۹۵ کیلومترمربع مساحت دارد.